# Dirección de Inteligencia (Cuba)
La Dirección de Inteligencia,  DI, o G2 ―anteriormente conocida como Dirección General de Inteligencia o DGI― es el principal organismo estatal de inteligencia del Gobierno de Cuba. La DI, en el marco del Ministerio del Interior de Cuba, fue fundada a finales de 1961 por el ministro del Interior de Cuba poco después de la revolución de 1959. La DI es responsable de toda la inteligencia exterior y comprende seis divisiones divididas en dos categorías: divisiones operativas y divisiones de apoyo.
Manuel Piñeiro fue el primer director de la DI en 1961 y su mandato duró hasta 1964.En 1964 toma la dirección el primer capitán Orlando Lache al frente fundamentalmente del C.I.M. (Contra Inteligencia Militar) Otro líder que dirigió la oficina, fue Jesús Bermúdez Cutiño. Este fue trasladado de ser el director de Inteligencia Militar (DIM) al Ministerio del Interior, debido a la gran reorganización en marcha debido al incidente Ochoa-Abrantes en 1989. El actual jefe de la DI es el brigadier general Eduardo Delgado Rodríguez.

## Organización
Las divisiones operacionales comprenden las siguientes secciones:
La División de Inteligencia Político/Económica es responsable de la recopilación de inteligencia sobre las figuras políticas hostiles al Gobierno cubano y los datos económicos del extranjero y se divide en cuatro subsecciones:
- Europa Oriental
- América del Norte
- Europa Occidental
- África-Asia-América Latina

Las divisiones de apoyo se dividen en tres subsecciones:
- División de Apoyo Técnico: responsable de las comunicaciones y la falsificación de documentación en apoyo de agentes clandestinos
- División de Información: la recogida de datos en bruto
- División de Preparación: análisis de inteligencia.

## Técnicas de reclutamiento
Los nuevos reclutas hacen investigación en el Ministerio, sobre todo en campos de contrainteligencia (que tiene su propia academia de cinco años de carrera) y también, en estudiantes universitarios regulares, que son reclutados en el segundo año de sus programas. Los estudiantes son mayormente de idiomas, historia, comunicación y sociología. Una vez que reciben sus diplomas, se someten a varios meses de formación oficial de inteligencia, y un año o más después, reciben el rango de teniente.

## Actuaciones en Cuba
En octubre de 1960 estuvieron a cargo del arresto del revolucionario William Alexander Morgan. En 1961 bajo el mando del jefe del G2 en la provincia de Sancti Spíritus Bernardo Arias Castillo se comete el crimen de Teresita Saavedra Pérez. También destaca su actuación durante el Caso Padilla.

## Relación con la KGB
La relación entre la KGB de la Unión Soviética y la DI cubana es compleja y marcada por momentos de muy estrecha cooperación y tiempos de extrema competencia. La Unión Soviética vio el nuevo Gobierno revolucionario en Cuba como un excelente agente de proximidad en las zonas del mundo donde la participación soviética no era popular a nivel local. Nikolai Leonov ―el jefe de la KGB en la Ciudad de México―, fue uno de los primeros funcionarios soviéticos en reconocer a Fidel Castro como un potencial revolucionario e instó a la Unión Soviética a fortalecer los lazos con el nuevo líder cubano. Moscú vio a Cuba como mucho más atractivo con los nuevos movimientos revolucionarios, los intelectuales occidentales, y los miembros de la Nueva Izquierda con la percepción la lucha entre Cuba y Estados Unidos como una lucha entre David y Goliat. Poco después de la crisis de los misiles de Cuba en 1963, Moscú invitó a 1500 agentes de la DI, incluyendo al Che Guevara, al Centro de la KGB en Moscú para la formación intensiva en operaciones de inteligencia.
Consternada por las derrotas cubanas en Zaire y Bolivia, así como una creciente percepción de que Cuba quería independizarse más de Moscú, los soviéticos buscaron un papel más activo en la configuración de la Dirección de Inteligencia. En 1970 un equipo de asesores de la KGB, liderado por el General Viktor Semyonov fue enviado a la Dirección de Inteligencia para purgarla de oficiales y agentes considerados antisoviéticos por la KGB. Manuel Piñeiro, cada vez más molesto por la intervención soviética, fue cesado durante la purga de 1970 y sustituido por el prosoviético José Méndez Cominches como jefe de la Dirección de Inteligencia. Semyonov también aprovechó esta oportunidad para supervisar una rápida expansión de las operaciones de la Dirección de Inteligencia en Occidente. En 1971, el 70 % de los diplomáticos cubanos en Londres fueron efectivamente agentes de la Dirección de Inteligencia y esto resultó inestimable para Moscú después de que el Gobierno británico expulsara en masa de los oficiales de inteligencia soviética.
En 1964, la Unión Soviética abrió su puesto más grande de inteligencia de señales en el exterior en el centro de inteligencia radioelectrónica de Lourdes, cerca del aeropuerto José Martí, a unos 25 km al suroeste de La Habana. La instalación de Lourdes, de 73 km², tuvo 1500 ingenieros, técnicos, militares y personal soviético. Tuvo varios grupos de seguimiento de radares y su propio sistema de satélites, con algunos equipos para interceptar llamadas telefónicas, faxes, equipo de comunicaciones y, en general, y equipos para interceptar teléfonos y otros dispositivos.
Rusia abandonó esta base militar en octubre de 2001.
Los soviéticos también colaboraron con la Dirección de Inteligencia para ayudar al desertor de la CIA, Philip Agee en la publicación del Boletín de Información Covert Action. La financiación para el boletín vino de la KGB, mientras que la Dirección de Inteligencia escribió muchos de los artículos desde las sombras.

## Operaciones en el extranjero
A lo largo de su historia, la Dirección de Inteligencia ha participado activamente en la ayuda a los movimientos revolucionarios, principalmente en Centroamérica, Sudamérica, África y Oriente Medio. También ha habido denuncias de que agentes cubanos de la Dirección de Inteligencia han interrogado a prisioneros de guerra estadounidenses capturados y retenidos en Vietnam en el campo de prisioneros de guerra Cu Loc (más comúnmente conocido como "El Zoo") en Vietnam del Norte.[cita requerida]

### Chile
Poco después de la elección del presidente chileno Salvador Allende en noviembre de 1970, la Dirección de Inteligencia trabajó muy estrechamente para fortalecer la posición cada vez más precaria de Allende. El jefe de la estación de la Dirección de Inteligencia, Luis Fernández Oña, casado con Beatriz Allende, la hija de Salvador Allende, quien más tarde se suicidaría en Cuba.

### Granada
Poco después de un golpe popular en Granada, dirigido por Maurice Bishop, la Dirección de Inteligencia envió asesores cubanos a la isla para ayudar a Bishop. La DI también fue instrumental para convencer a la Unión Soviética para ayudar a la nación insular, ayuda que el general granadense Hudson Austin denominó esencial para el éxito del movimiento caribeño antimperialista. La Dirección de Inteligencia coordinó a 780 ingenieros y agentes de inteligencia.

### Nicaragua
A partir de 1967, la Dirección de Inteligencia comenzó a establecer vínculos con diversas organizaciones revolucionarias nicaragüenses. Los soviéticos estaban molestos por lo que se entendió como prescindir de la KGB en Nicaragua. Por 1970, la Dirección de Inteligencia había logrado capacitar a cientos de líderes guerrilleros sandinistas y obtener gran influencia en la organización. En 1969, la DI financió y organizó una operación para liberar al encarcelado líder sandinista Carlos Fonseca de su prisión en Costa Rica. Fonseca fue capturado poco después, pero pronto fue liberado y autorizado a viajar a Cuba después de que un avión que transportaba a ejecutivos de la United Fruit Company fuera secuestrado por el Frente Sandinista de Liberación Nacional (FSLN). El jefe de la Dirección de Inteligencia, Manuel Piñeiro, comentó que "de todos los países de América Latina, el trabajo más activo llevado a cabo por nosotros es en Nicaragua".
Con la bendición personal de Fidel Castro, la Dirección de Inteligencia también colaboró con el FSLN sobre el frustrado intento de asesinato de Turner B. Shelton, embajador de los Estados Unidos en Managua y un amigo cercano a la familia Somoza. El FSLN logró obtener varios rehenes en canje de un paso seguro a Cuba y una suma de un millón de dólares de rescate.
Después de la exitosa salida de Anastasio Somoza, la participación de la Dirección de Inteligencia en el nuevo Gobierno sandinista se expandió rápidamente. Una primera indicación del papel central que la DI desempeñó en la relación cubano-nicaragüense, fue una reunión en La Habana el 27 de julio de 1979, en la que las relaciones diplomáticas entre los dos países se restablecieron después de más de 25 años. Julián López Díaz, un prominente agente de la DI, fue nombrado embajador en Nicaragua.
Militares cubanos y asesores de la Dirección de Inteligencia se unieron a la insurgencia sandinista, y llegaron a ser más de 2500 en todos los niveles del nuevo Gobierno de Nicaragua. El desertor sandinista Álvaro Baldizón confirmó que la influencia de Cuba en el Ministerio del Interior de Nicaragua (MINT) fue más profunda de la que se creía en su momento, y que el "asesoramiento" y "observaciones" cubanas fueron tratados como si fueran órdenes.

### Puerto Rico
Con la represión y la destrucción de los grupos de izquierda, como Weatherman y el Partido Pantera Negra, por parte del Gobierno de Estados Unidos, la Dirección de Inteligencia solicitó la ayuda de los movimientos separatistas de Puerto Rico.
El Dr. Daniel James testimonió ante un subcomité del Senado de Estados Unidos que la DI, a través de Filiberto Ojeda Ríos (1933-2005), organizó y entrenó a las Fuerzas Armadas de Liberación Nacional (FALN) en 1974. En octubre de 1974, Ríos fue arrestado y acusado de actos terroristas contra hoteles estadounidenses en Puerto Rico. Las autoridades encontraron una cantidad considerable de documentos de los Gobiernos de Cuba y códigos secretos en su poder. Poco después de su puesta en libertad bajo fianza ya no se tuvieron noticias de él, pero se sospecha que fue el artífice de la unificación de 1979 de los cinco principales grupos terroristas de Puerto Rico en el grupo filocubano Comando Revolucionario Nacional (CRN).
Según el exjefe investigador del Senado de Estados Unidos, Alfonso Tarabochia, la DI comenzó con sus actividades delictivas en Puerto Rico y en el oeste y medio este de Estados Unidos en 1974. En junio de ese año, el secretario general del Partido Socialista Puertorriqueño, Juan Mari Brás, se reunió en La Habana con Fidel Castro para consolidar la solidaridad partidaria.
A partir de septiembre de 1974, la incidencia de atentados de extremistas de Puerto Rico, en particular, de la FALN, aumentó rápidamente. Los objetivos incluían empresas y lugares públicos estadounidenses. El FALN fue responsable de un atentado que mató a cuatro personas e hirió a docenas en la histórica Fraunces Taberna en el bajo Manhattan el 25 de enero de 1975. Más tarde ese año, Fidel Castro patrocinó la Primera Conferencia Mundial de Solidaridad por la Independencia de Puerto Rico en La Habana.
Filiberto Ojeda Ríos murió en un enfrentamiento con el FBI el viernes 23 de septiembre de 2005 en una aldea rural en la localidad de Hormigueros (Puerto Rico).